# 上麻生駅

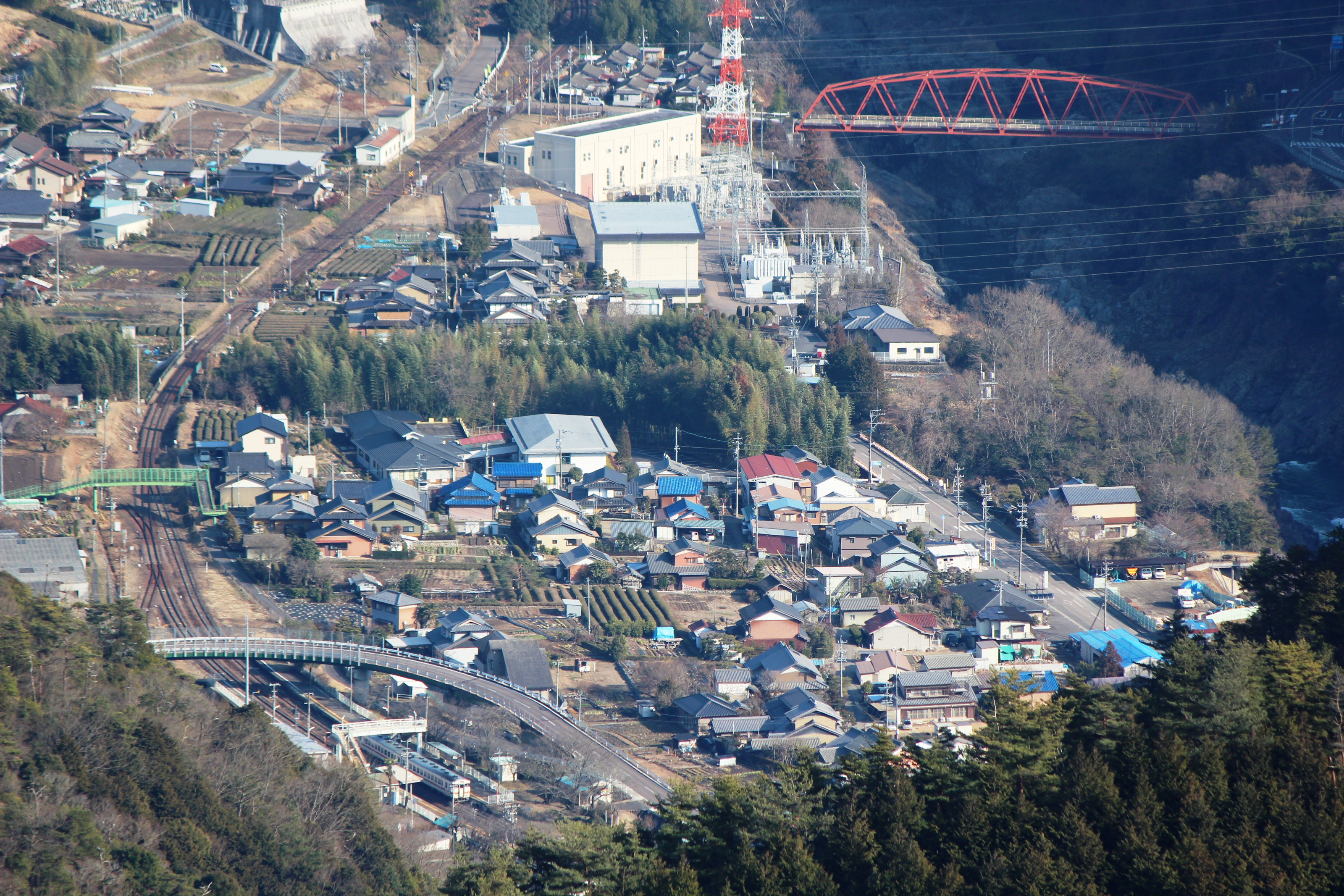
納古山から望む上麻生駅

上麻生駅（かみあそうえき）は、岐阜県加茂郡七宗町上麻生にある、東海旅客鉄道（JR東海）高山本線の駅である。

## 歴史

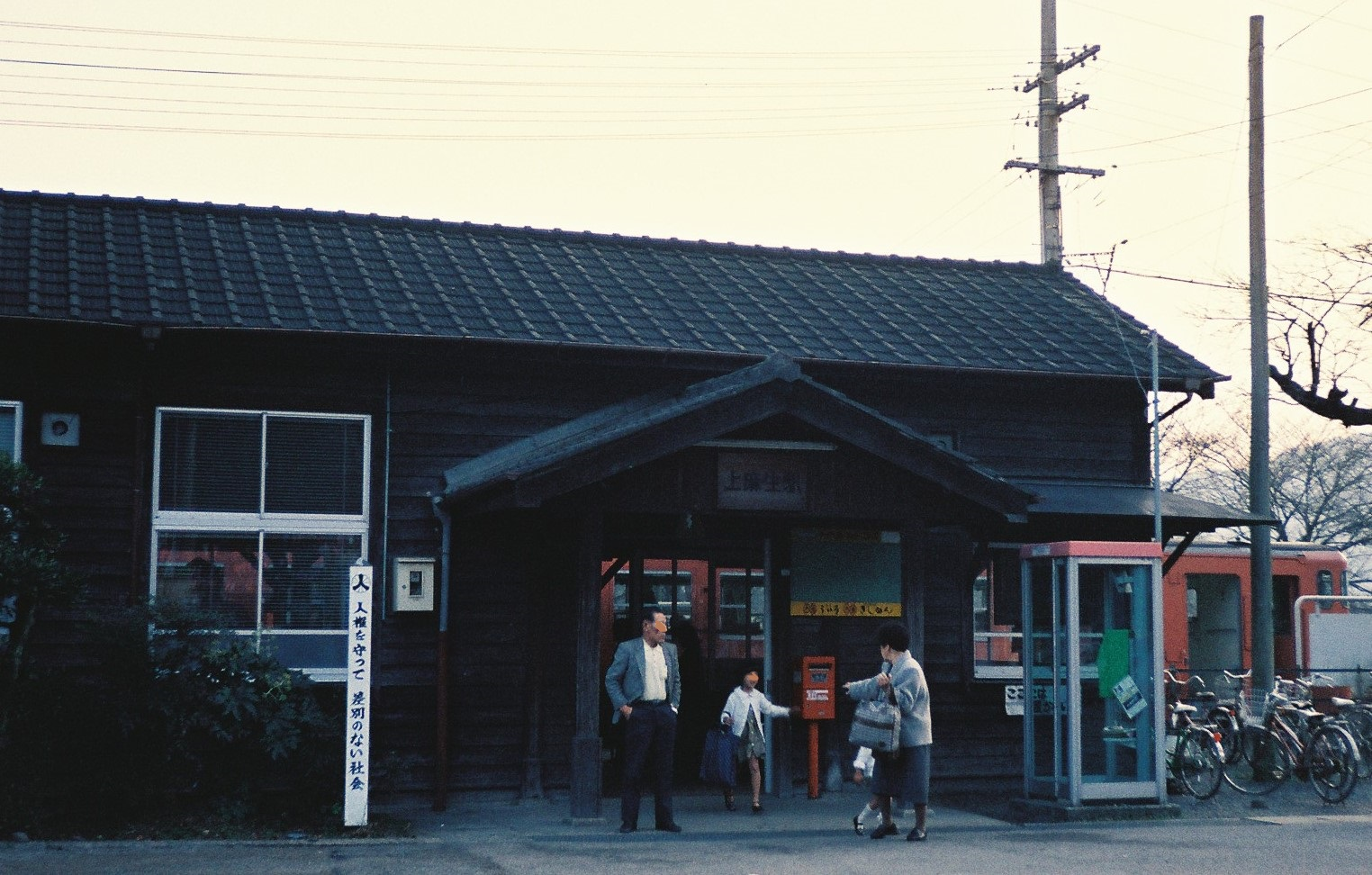
旧駅舎（1987年12月当時）

- 1924年（大正13年）3月20日：高山線（1934年に高山本線へ改称）が下麻生駅から延伸した際に、その終着駅として開業[2]。旅客及び貨物の取扱を開始する[2]。
- 1926年（大正15年）3月15日：高山線が白川口駅まで延伸。途中駅となる。
- 1961年（昭和36年）8月1日：貨物の取扱を廃止する[2]。
- 1972年（昭和47年）11月1日：業務委託駅となる[3]。
- 1984年（昭和59年）2月1日：荷物扱い廃止[2]。
- 1985年（昭和60年）4月1日：無人駅化される[4]。簡易委託を開始する。
- 1987年（昭和62年）4月1日：国鉄分割民営化により、東海旅客鉄道の駅となる[2]。
- 2003年（平成15年）3月：簡易駅舎に改築される。

## 駅構造

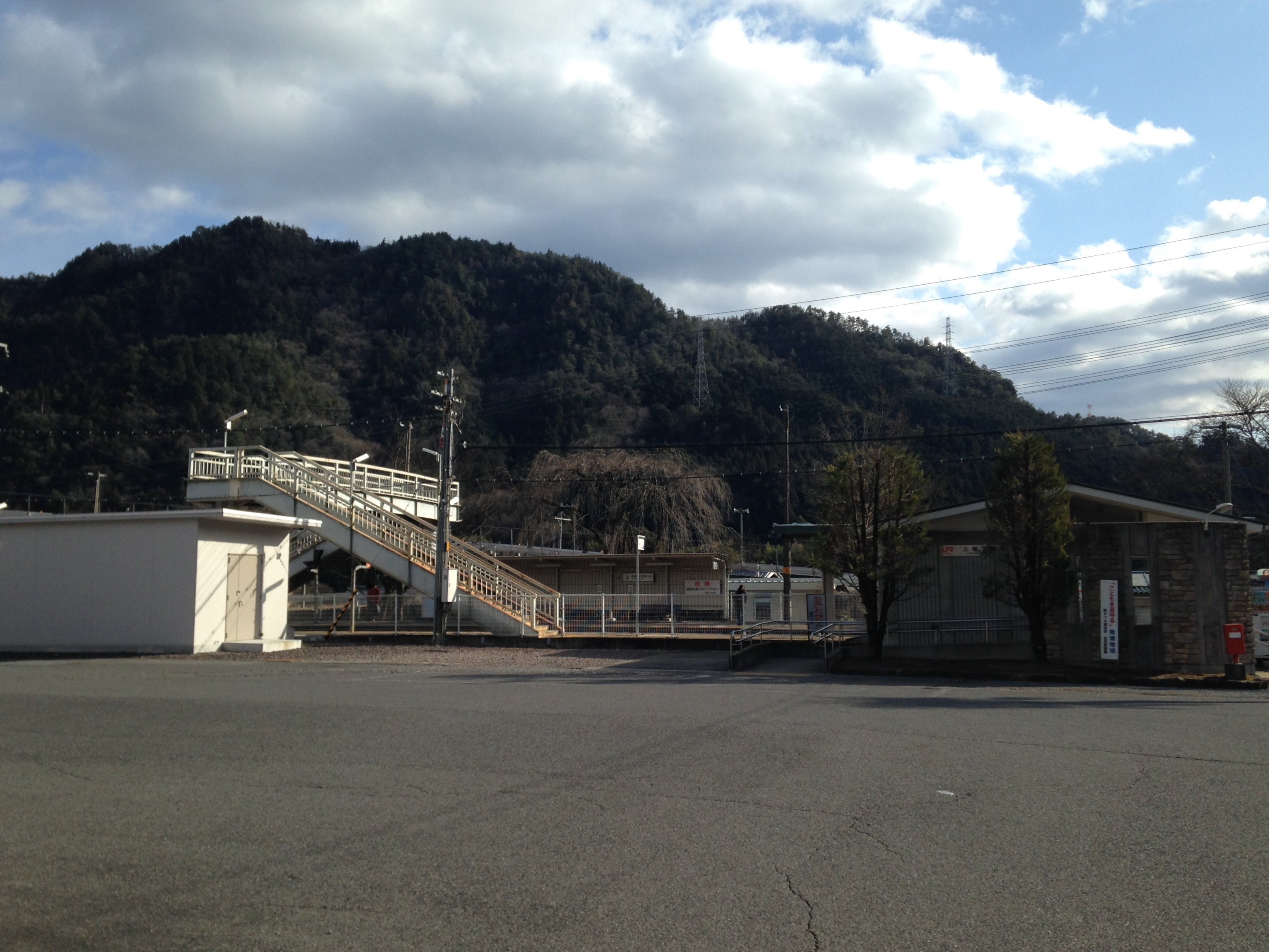
駅全景

相対式ホーム2面2線を有する地上駅。美濃太田駅管理の無人駅であり、二つのホームを跨線橋が結ぶ。七宗町の玄関口となる駅だが利用客は多くなく、1985年に無人化され1991年頃までは簡易委託駅であった。開業当初からの駅舎は、新しい小さな建物に建替えられた。駅前に乗用車を数台程度止めることができる駐車スペースや水洗式の便所がある。

### のりば
| 番線 | 路線        | 方向 | 行先               |
| ---- | ----------- | ---- | ------------------ |
| 1    | CG 高山本線 | 下り | 下呂・高山方面     |
| 2    | CG 高山本線 | 上り | 美濃太田・岐阜方面 |

## 駅周辺

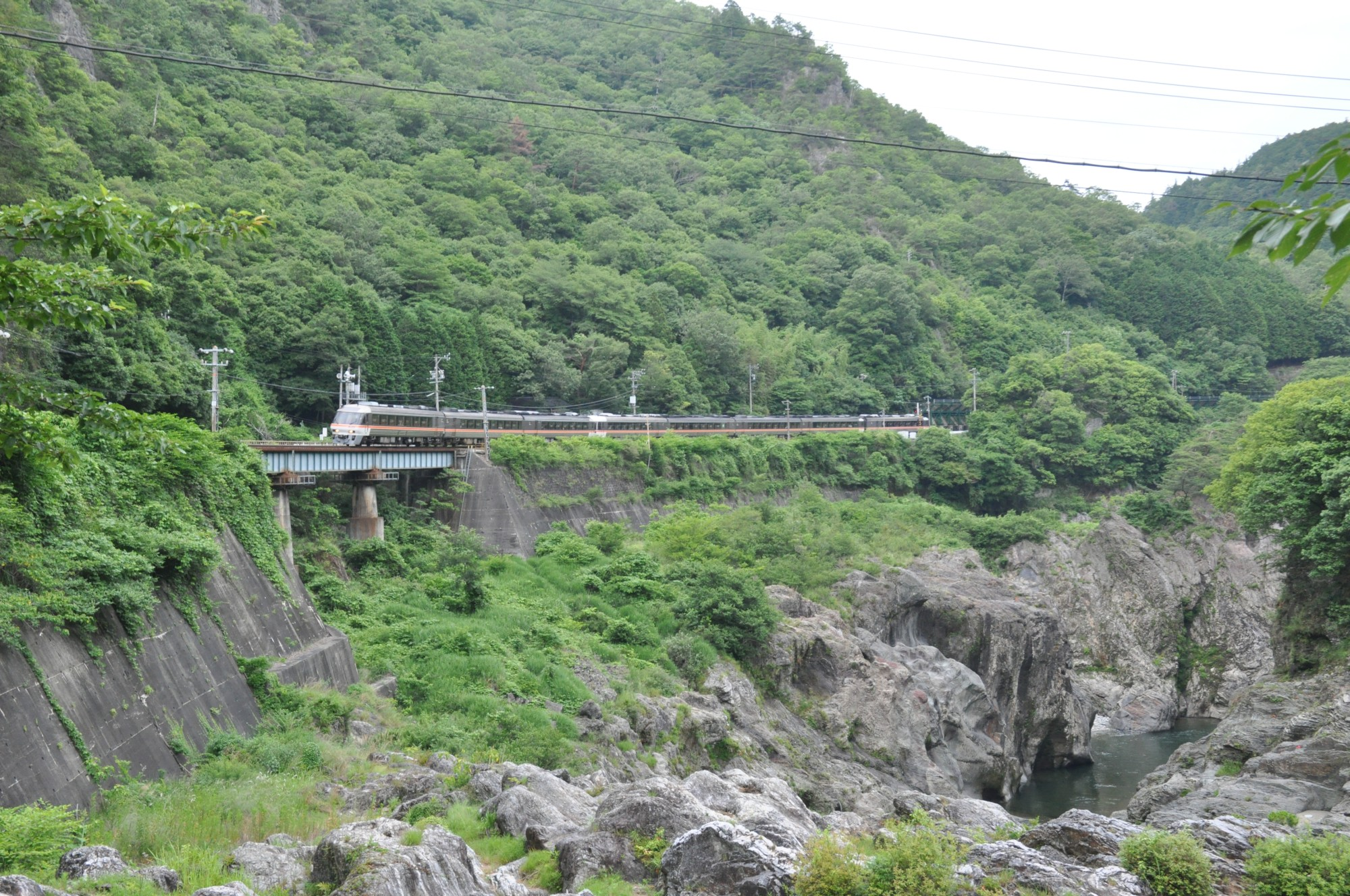
飛水峡

七宗町の中心部にあり商店や住宅、公共機関が点在している。
- 七宗町役場
- 七宗町立上麻生小学校
- 木の国七宗コミュニティーセンター
- 加茂警察署上麻生駐在所
- 岐阜森林管理署七宗森林事務所
- 七宗郵便局
- 日本最古の石博物館
- 蒸気機関車展示館 - C12-163を展示。
- 飛騨川
- 飛水峡
- 岐阜県道64号可児金山線
- 国道41号
- 七宗町営バス「上麻生駅」停留所

## 隣の駅
東海旅客鉄道（JR東海）
CG 高山本線
下麻生駅 - 上麻生駅 - （飛水峡信号場） - 白川口駅